# Vitatron
Vitatron was een van de eerste bedrijven in Nederland die pacemakers produceerden. Het bedrijf heeft veel bijgedragen aan de technologische ontwikkeling van pacemakers: zo bracht Vitatron in 1981 als eerste ter wereld een pacemaker met microprocessorbesturing.

## De eerste jaren (1956–1984)
Vitatron werd in 1956 opgericht te Amsterdam door A.H. Eikmans als bedrijf gespecialiseerd in de ontwikkeling van laboratoriumapparatuur. In 1961 vestigde het bedrijf zich in Dieren waar de eerste jaren een pand werd gehuurd in de Spoorstraat op het terrein van de oude gasfabriek (nu bekend als de wijk Prinsenhof). Enige jaren later werd aan het Apeldoorns Kanaal in Dieren nieuwbouw gerealiseerd waar het bedrijf tot 2002 zou blijven.
Aanvankelijk bestond het bedrijf uit twee afzonderlijke divisies. De groep die zich gespecialiseerd had op laboratoriumapparatuur opereerde onder de naam Vitatron Scientific B.V. Deze groep werd begin jaren tachtig verkocht en ging verder onder de naam Vital Scientific B.V. Na de afsplitsing verhuisde deze groep naar de overkant van het kanaal in Dieren.
De tweede groep had zich gespecialiseerd in de pacemakers en stond toen bekend onder de naam Vitatron Medical B.V. Naast de twee Nederlandse B.V.'s werd er begin jaren tachtig van de vorige eeuw een eigen productiebedrijf opgericht voor het verpakken van de geïntegreerde circuits (IC's) die hun intrede deden in de pacemakers. Dit bedrijf was gevestigd in San Diego onder de naam Vitarel Inc. Het heeft tot de overname door Medtronic in 1986 gefunctioneerd als de toeleverancier van de zogenaamde hybrides voor de pacemakers. Na de overname door Medtronic werd de hybrideproductie overgenomen door Micro-Rel, Medtronics eigen hybride- en IC-productiefaciliteit in Tempe, Arizona.

## Pacemakers (1962–1986)
Een pacemaker is een apparaat dat de werking van het hart ondersteunt met elektrische pulsen. Een gezond hart heeft een natuurlijke pacemaker – de sinusknoop – op de rechterboezem. De puls uit de sinusknoop verspreidt zich over de boezems die daardoor samentrekken. Daarna plant de puls zich voort via de AV-knoop, bundel van His en purkinjevezels naar de kamers die daardoor ook samentrekken. Op deze manier is het hart in staat bloed te pompen.
Bij ritmestoornissen is de natuurlijke impulsgeleiding verstoord. Bij een AV-blok wordt de puls bijvoorbeeld niet meer goed doorgegeven naar de kamers. Het hartritme raakt daardoor ernstig vertraagd (10-45 slagen per minuut) en het hart pompt minder bloed rond. Zie verder de artikelen Hart en Hartritmestoornis.
Rune Elmqvist kwam op het idee een implanteerbare elektronische schakeling te ontwikkelen om de kamers van het hart kunstmatig te prikkelen. Deze pacemaker werd in 1957 geïmplanteerd door dr. Ake Senning in patiënt Arne Larsson. Langer dan 3 uur heeft deze pacemaker het niet uitgehouden. Patiënt Arne Larsson zou vervolgens 22 pacemakers overleven voordat hij in 2001 stierf (niet aan zijn hartkwaal).
De afdeling Medische Fysica van de Rijksuniversiteit Groningen heeft onder leiding van Prof.Dr. Janwillem van den Berg sinds 1959 gewerkt aan de ontwikkeling van een nieuw type pacemaker, dat zowel implanteerbaar moest zijn als ook de mogelijkheid hebben om het hartritme te wijzigen door een minimale handeling van de patient zelf. Na uitvoerige proeven op dieren werd deze pacemaker, waarvan alle octrooien op naam van de uitvinder Van den Berg stonden, voor de eerste keer in mei 1962 geïmplanteerd door de hartchirurg Nico Human van der Heide
Het was nooit de bedoeling van Van den Berg om de door hem ontwikkelde pacemaker zelf commercieel te produceren. Van den Berg werd door Philips en door Vitatron benaderd voor de rechten om deze pacemaker commercieel te produceren en op de markt te brengen. Om hem moverende redenen koos hij voor Vitatron. Van den Berg bleef tot 1970 nauw betrokken bij de verdere ontwikkeling van ‘zijn’ pacemaker, waarvan hij de rechten op de octrooien had overgedragen aan een stichting die werd bestuurd door de Rijksuniversiteit Groningen. Zo begon Vitatron met de productie van implanteerbare pacemakers.
Na de eerste pacemaker in 1962 ontwikkelde het bedrijf in 1968 een pacemaker met niet-invasieve drempelmeting. De drempel is de elektrische spanning waarboven het hart reageert op de pulsen van de pacemaker. Onder de drempel werkt de pacemaker niet. Als de pacemaker een spanning afgeeft ver boven de drempel, verkort dat de levensduur van de batterijen. Bij eerdere pacemakers werd de drempel eenmalig ingesteld tijdens de implantatie. Probleem was dat de drempel na verloop van tijd hoger kon worden. Daardoor bestond de kans dat de pacemaker na verloop van tijd niet meer werkte. Met deze vinding kon de drempelwaarde ook na implantatie worden bijgesteld.
Belangrijke ontwikkelingen in deze periode waren:
- 1981 ’s werelds eerste microprocessor pacemaker, gebaseerd op de 8 bits RCA 1802 CMOS processor. Tot dan toe waren pacemakers volledig gebaseerd op elektronische schakelingen ("hardware" pacemakers). De introductie van software in een pacemaker was een revolutie in die tijd. Het maakte de pacemaker flexibel en er ontstond een ongekend scala aan mogelijkheden om pacemaker algoritmes te introduceren.
- 1981 ‘vliegwiel’ functie voor een optimaal ritme
- 1981 eerste diagnostiek van korte en lange termijn histogrammen
- 1982 werelds eerste rate-responsive pacemaker.
- 1984 reduced ventricular tracking limit during paroxysmal atrial fibrillation
- 1984 conditional Wenkebach response
- 1984 nachtritme aanpassing
- 1984 ritme afhankelijk AV interval
- 1984 automatische maximale ritmeresponsie (eerste mode switching)
- 1984 Non-invasieve analyse van retrograde geleiding

## Overname door Medtronic (1986–2005)
In 1986 werd Vitatron overgenomen door Medtronic uit Minneapolis.
Medtronic verplaatste in 1997 de productie van Vitatron pacemakers naar het Medtronic productiecentrum in Tolochenaz, Zwitserland. De ontwikkeling van nieuwe pacemakers werd echter voortgezet, blijkend uit een nieuwe reeks ontwikkelingen:
- 1988 automatische sensoraanpassing
- 1988 24 uur ritme Holter
- 1992 ’s werelds eerste ‘dual sensor’ rate response systeem
- 1992 Sensor Cross-Checking™
- 1993 IS0 9001 certificatie
- 1993 automatische detectie van spontane AV-geleiding
- 1993 Dual Sensor – 2 kamer pacemaker
- 1993 Beat-to-Beat mode switching
- 1993 AV delay hysteresis
- 1993 P-wave histogram
- 1994 VDD/R mode met atriale hysteresis in dual sensor rate
- 1996 Vitatron versie van de Medtronic 9790 Programmer
- 1997 ’s werelds eerste pacemaker met opwaardeermogelijkheden na implantatie
- 1997 AF-focused diagnostiek specifiek voor het monitoren van beginnende atrium fibrillatie
- 2000 nieuwe serie van Anti-Atrial Arrhythmia DDDRP pacing devices
- 2002 eerste pacemakerserie met preventieve algoritmes tegen AF
- 2003 de eerste pacemaker met volledig digitale signaalbewerking

Aan de hierboven opgesomde ontwikkelingen liggen veel patenten ten grondslag. Voor hun patent uit 1990 (Pacemaker met verbeterde dynamisch ritmerespons) werden Malcolm Begemann, Willem Boute en Marijn Van Gemert in 2007 genomineerd voor de European Inventor Award in de categorie Industrie.
In december 2002 verliet Vitatron de locatie aan het kanaal in Dieren en verhuisde naar een markante plaats op IJsseloord 2 in Arnhem, vlak bij knooppunt Velperbroek.

## De laatste jaren (2005–2008)
In 2005 stopte Vitatron met de ontwikkeling van pacemakers. Onder de naam Medtronic SQDM (Subcutaneous Diagnostics and Monitoring) ging het bedrijf verder met de ontwikkeling en verkoop van een implanteerbare hartmonitor. In 2008 werd deze vestiging door het moederbedrijf gesloten.